# Selecționata de fotbal a Cantabriei
Selecționata de fotbal a Cantabriei reprezintă provincia autonomă Cantabria în fotbalul internațional. Nu este afiliată la FIFA sau UEFA, fiind reprezentată internațional de Echipa națională de fotbal a Spaniei. Joacă doar meciuri amicale. Este controlată de Federación Cántabra de Fútbol, federație înființată în 1923. Pe 9 martie 1924 a câștigat primul meci în fața Selecționatei Aragonului, cu scorul de 3-0.

## Meciuri selectate
| Dată          | Stadion   | Gazdă         | Adversar      | Scor |
| ------------- | --------- | ------------- | ------------- | ---- |
| 22 dec 2000   | Santander | Cantabria     | Estonia       | 0-1  |
| 2 dec 1997    | Santander | Cantabria     | Letonia       | 3-0  |
| 3 mai 1925    | Santander | Cantabria     | Asturia       | 1-3  |
| 21 iunie 1925 | Gijón     | Asturia       | Cantabria     | 0-1  |
| 21 apr 1924   | Zaragoza  | Aragon        | Cantabria     | 2-1  |
| 10 apr 1924   | Zaragoza  | Aragon        | Cantabria     | 1-0  |
| 9 mar 1924    | Santander | Cantabria     | Aragon        | 3-0  |
| 10 mai 1917   | Barcelona | Catalonia     | Cantabria     | 1-0  |
| 191?          | Biscay    | Țara Bascilor | Cantabria     | ?-?  |
| 191?          | Cantabria | Cantabria     | Țara Bascilor | ?-?  |

## Fotbaliști notabili
| - Pedro Munitis - Iván de la Peña - Iván Helguera - José Emilio Amavisca - Vicente Engonga - Gonzalo Colsa |  | - Álvaro Cervera - Luis Fernández - Jose María Ceballos - Angel de Juana |

## Titluri
- Campionatul Filipinelor (1): 1924[1]